# فلاديمير فدافيتشينكوف
فلاديمير فدافيتشينكوف (بالروسية: Владимир Владимирович Вдовиченков)‏ هو ممثل روسي، ولد في 13 أغسطس 1971 بغوسيف في روسيا. بدأ مشواره المهني سنة 1997.

## وصلات خارجية
- فلاديمير فودوفتيشنكوف على موقع IMDb (الإنجليزية)
- فلاديمير فودوفتيشنكوف على موقع قاعدة بيانات الأفلام العربية
- فلاديمير فودوفتيشنكوف على موقع ألو سيني (الفرنسية)
- فلاديمير فودوفتيشنكوف على موقع أول موفي (الإنجليزية)
- فلاديمير فودوفتيشنكوف على موقع قاعدة بيانات الأفلام السويدية (السويدية)
- فلاديمير فودوفتيشنكوف على موقع قاعدة بيانات الفيلم (الإنجليزية)
- فلاديمير فودوفتيشنكوف على موقع كينوبويسك (الروسية)